# BD (périodique)
BD est un magazine hebdomadaire de bande dessinée français dont les 59 numéros ont été publiés d'octobre 1977 à novembre 1978 par les Éditions du Square. Le titre a été typographié B.D. jusqu'en avril 1978.
Créé par le Professeur Choron et l'équipe de Charlie Hebdo, hebdomadaire fondé sept ans auparavant et dans lequel apparaissaient quelques bandes dessinées parmi une majorité de dessins d'humour, B.D. a été le premier hebdomadaire de bande dessinée adulte en France. Lancé à 250 000 exemplaires à grand renfort de publicité, B.D. propose des histoires de nombreux auteurs français reconnus, de Jacques Tardi à Jean-Marc Reiser en passant par Charlie Schlingo ou Jean-Pierre Gibrat, ainsi que quelques rééditions de comic strips (Dick Tracy, Li'l Abner, etc.). 
La qualité des histoires publiées ne suffit cependant pas à assurer l'équilibre du projet : après cinquante numéro, le format journal est abandonné et la couleur est introduite sans que cela suffise — BD cesse de paraître après 11 mois d'existence.
Quelques histoires publiées dans la revue ont été regroupées dans la collection « BD » du Square, d'octobre 1978 à janvier 1980.

## Albums de la collection « BD »
- Jacques Tardi et Jean-Patrick Manchette, Griffu, octobre 1978.
- Dimitri, Le Goulag, octobre 1978.
- Charlie Schlingo, Gaspation !, janvier 1979.
- Wolinski (d'après Chester Himes), La Reine des pommes, avril 1979.
- Jean-Louis Hubert et Jean-Gérard Imbar, Le Polar de Renard, octobre 1979.